# Gerard te Riele

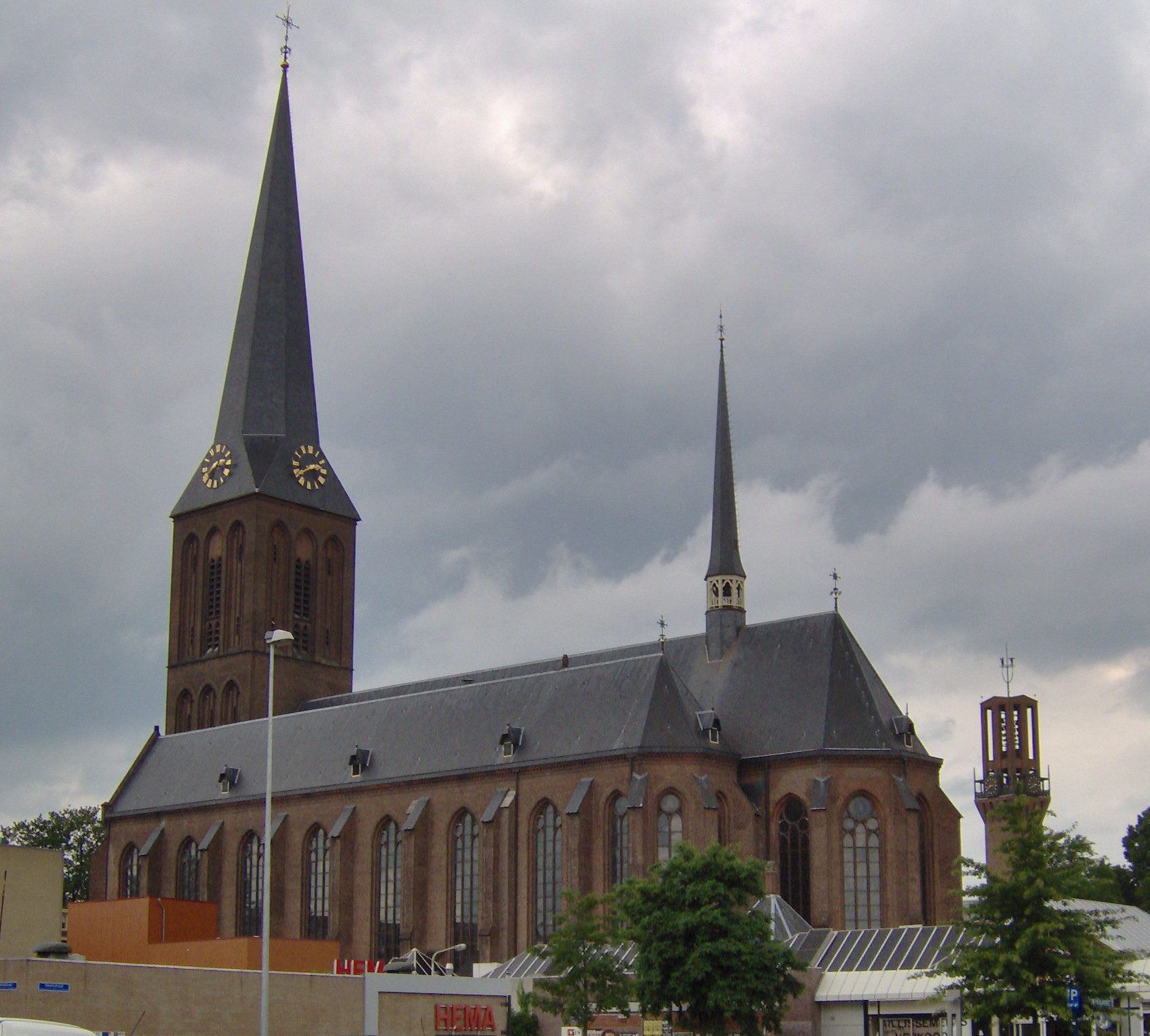
De Sint-Lambertusbasiliek in Hengelo (Overijssel) is ontworpen door Te Riele.

Gerhardus (Gerard) te Riele (Deventer, 26 oktober 1833 - aldaar, 1 oktober 1911) was een Nederlands architect. Hij ontwierp diverse soorten gebouwen, maar is met name bekend vanwege zijn ontwerpen van kerkgebouwen in de provincies Gelderland en Overijssel. Te Riele is de vader van Wolter te Riele, die eveneens architect werd en een omvangrijk oeuvre heeft.
Te Riele begon zijn carrière als opzichter bij de Broederenkerk in Deventer. Zijn volgende grote klus was de renovatie van de Basiliek van Onze-Lieve-Vrouw-ten-Hemelopneming in Zwolle. Daarna volgden het ontwerpen van diverse kerken waarbij hij invloeden vertoont van Alfred Tepe en Pierre Cuypers. Hij ontwierp ook gebouwen samen met Tepe, Gerard van Heukelum en Herman Jan van den Brink, waarbij hij vooral de neogotische en neoromantische stijl hanteerde. Deze stijl gebruikte hij ook voor de ontwerpen van andersoortige gebouwen. In zijn geboortestad Deventer heeft hij een groot aandeel gehad in het omvormen van straten in het centrum naar winkelstraten, waarbij met name de gevels werden omgevormd. Daarnaast heeft hij vele (arbeiders)woningen ontworpen, waarvan diverse nog steeds in het straatbeeld staan.